# Beatrice Adelizzi
Beatrice Adelizzi (Monza, 11 novembre 1988) è una nuotatrice artistica italiana.
Ha vinto numerose medaglie europee nella categoria juniores; agli Europei 2008 ha vinto la medaglia di bronzo nel singolo e la medaglia d'argento nel duo, in coppia con Giulia Lapi.
Il 18 aprile 2008 ha ottenuto la qualificazione per l'Olimpiade di Pechino 2008.
Il 23 luglio 2009 ha vinto la medaglia di bronzo nei mondiali di nuoto a Roma per la categoria solo libero entrando nella storia del sincronizzato italiano essendo stata la prima atleta azzurra ad arrivare al podio mondiale in questa disciplina.
Il 4 gennaio 2010 annuncia il ritiro dall'attività agonistica per dedicarsi unicamente agli studi e, successivamente, al lavoro.

## Palmarès
- Mondiali di nuoto

2009 - Roma: bronzo nel singolo (libero).
- Europei

2008 - Eindhoven: argento nel duo e bronzo nel singolo.